# Třída Cape
Třída Cape je třída australských hlídkových lodí. Mezi jejich hlavní úkoly patří hlídkování, ochrana rybolovu, obrana výhradní ekonomické zóny a potlačování ilegální imigrace. Jejich prvním provozovatelem se stala australská celní a pohraniční stráž (Australian Customs and Border Protection Service – ACBPS, od roku 2015 Australské pohraniční síly), která osm jednotek zařadila v letech 2013–2015. Ve službě nahradily zastarávající plavidla třídy Bay.  Další dvě jednotky základního modelu byly zapůjčeny australskému námořnictvu, částečně jako náhrada za ztracenou hlídkovou loď HMAS Bundaberg. Roku 2021 byly dokončeny dva čluny třídy Cape pro pobřežní stráž státu Trinidad a Tobago, která je prvním zahraničním uživatelem třídy.
Základní verze třídy Cape tak bylo v letech 2013–2021 dodáno dvanáct jednotek. Zároveň byla vyvinuta vylepšená verze Evolved Cape, jejímž prvním odběratelem se stalo Australské námořnictvo. Do roku 2024 objednalo deset jednotek této verze. První byla dokončena roku 2022. Roku 2024 navíc dvě jednotky Evolved Cape objednaly Australské pohraniční síly. Do roku 2024 tak bylo celkem objednáno celkem 24 jednotek všech verzí třídy Cape.

## Stavba

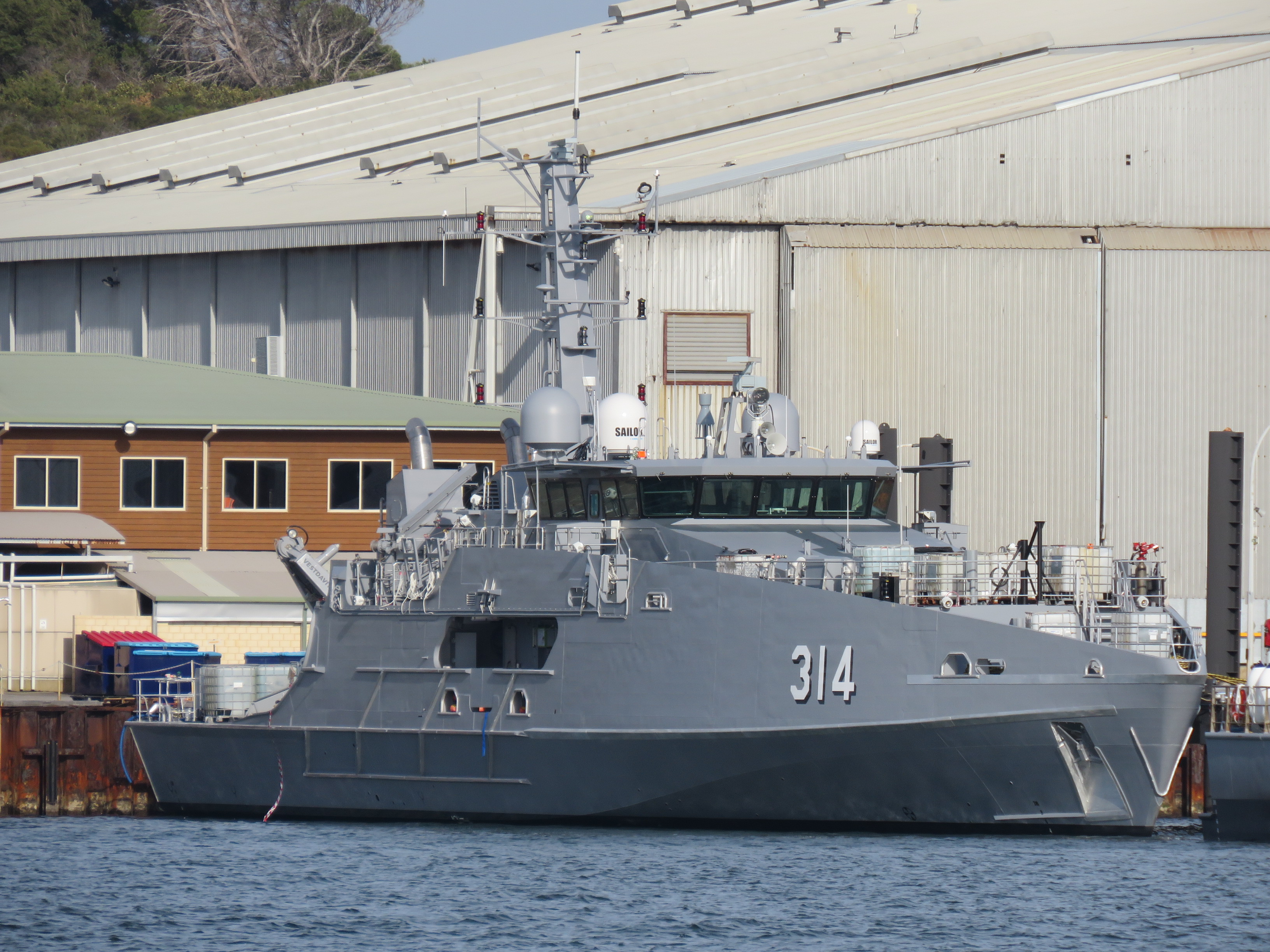
Cape Otway (314) je první jednotka roku 2020 objednané vylepšené šestičlenné série Evolved Cape určené pro australské námořnictvo

Ve výběrovém řízení probíhajícím od července 2010 do června 2011 zvítězila australská loděnice Austal, která tak získala objednávku na stavbu a údržbu osm hlídkových lodí celní a pohraniční stráž v celkové hodnotě 350 milionů dolarů. V roce 2015 loděnice získala zakázku na další dvě jednotky (Cape Fourcroy a Cape Inscription) pro australské námořnictvo, které byly dokončeny roku 2017.
Roku 2019 dvě plavidla objednal stát Trinidad a Tobago, čímž se celkový počet postavených plavidel zvýšil na dvanáct. Hodnota kontraktu byla 126 milionů australských dolarů. Obě plavidla byla dodána 14. května 2021.
V roce 2020 loděnice Austal získala kontrakt ve výši 324 australských dolarů na stavbu šesti vylepšených plavidel třídy Cape (Evolved Cape, projekt SEA 1445-1) pro australské námořnictvo. Dodány byly v letech 2022-2023. Tato série je náhradou za vyřazené hlídkové lodě třídy Armidale. Kýl první jednotky této série byl založen v červenci 2020. V dubnu 2022 australský premiér potvrdil objednávku dalších dvou jednotek Evolved Cape. V roce 2024 Austal získal zakázku na další dvě plavidla Evolved Cape, čímž jejich počet v australském námořnictvu stoupne na dvanáct.
Roku 2024 byly objednány dva další čluny Evolved Cape pro Australské pohraniční síly.
Jednotky třídy Cape:
| Jméno                       | Podtřída     | Uživatel                            | Založení kýlu     | Spuštěna         | Vstup do služby                                | Status |
| --------------------------- | ------------ | ----------------------------------- | ----------------- | ---------------- | ---------------------------------------------- | --- |
| Cape St. George (361)       | Cape         | Australská celní a pohraniční stráž | červen 2012       | leden 2013       | březen 2013                                    | Aktivní. |
| Cape Byron (362)            | Cape         | Australská celní a pohraniční stráž | leden 2013        | leden 2014       | 19. května 2014                                | V letech 2015–2016 zapůjčena australskému námořnictvu, vrácena, aktivní.                                           |
| Cape Nelson (363)           | Cape         | Australská celní a pohraniční stráž | srpen 2013        | květen 2014      | 15. září 2014                                  | V letech 2015–2016 zapůjčena australskému námořnictvu, vrácena, aktivní.                                           |
| Cape Sorell (364)           | Cape         | Australská celní a pohraniční stráž | listopad 2013     | srpen 2014       | 15. prosince 2014                              | Aktivní. |
| Cape Jervis (365)           | Cape         | Australská celní a pohraniční stráž | leden 2014        | říjen 2014       | 10. května 2015                                | Aktivní. |
| Cape Leveque (366)          | Cape         | Australská celní a pohraniční stráž | březen 2014       | leden 2015       | 3. května 2015                                 | Aktivní. |
| Cape Wessel (367)           | Cape         | Australská celní a pohraniční stráž | červenec 2014     |                  | 2. července 2015                               | Aktivní. |
| Cape York (368)             | Cape         | Australská celní a pohraniční stráž | říjen 2014        |                  | 1. září 2015                                   | Aktivní. |
| ADV Cape Fourcroy (310)     | Cape         | Australské námořnictvo              |                   | 8. prosince 2016 | 1. květen 2017                                 | Po dokončení na roky 2017-2022 pronajmuta australskému námořnictvu. K roku 2023 zůstávaly nadále v aktivní službě. |
| ADV Cape Inscription (320)  | Cape         | Australské námořnictvo              |                   | 14. února 2017   | 6. červen 2017                                 | Po dokončení na roky 2017-2022 pronajmuta australskému námořnictvu. K roku 2023 zůstávaly nadále v aktivní službě. |
| ADV Cape Otway (314)        | Evolved Cape | Australské námořnictvo              | 24. července 2020 | 19. října 2020   | 23. března 2022                                | Aktivní. |
| ADV Cape Peron (315)        | Evolved Cape | Australské námořnictvo              |                   | 5. března 2022   | srpen 2022                                     | Aktivní. |
| HMAS Cape Naturaliste (316) | Evolved Cape | Australské námořnictvo              |                   | červen 2022      | listopad 2022 (ADV) 12. prosince 2024 (HMAS)   | Aktivní. |
| HMAS Cape Capricorn (317)   | Evolved Cape | Australské námořnictvo              |                   | září 2022        | únor 2023 (ADV) 12. prosince 2024 (HMAS)       | Aktivní. |
| HMAS Cape Woolamai (318)    | Evolved Cape | Australské námořnictvo              |                   | leden 2023       | 22. června 2023 (ADV) 12. prosince 2024 (HMAS) | Aktivní. |
| HMAS Cape Pillar (319)      | Evolved Cape | Australské námořnictvo              |                   | květen 2023      | říjen 2023 (ADV) 12. prosince 2024 (HMAS)      | Aktivní. |
| HMAS Cape Solander (312)    | Evolved Cape | Australské námořnictvo              |                   | duben 2024       | srpen 2024 (ADV) 8. května 2025 (HMAS)         | Aktivní. |
| HMAS Cape Schanck (313)     | Evolved Cape | Australské námořnictvo              |                   |                  | říjen 2024 (ADV) 8. května 2025 (HMAS)         | Aktivní. |
| HMAS Cape Spencer (225)     | Evolved Cape | Australské námořnictvo              |                   | duben 2025       |                                                | Ve stavbě. |
| HMAS Cape Hawke             | Evolved Cape | Australské námořnictvo              |                   |                  |                                                | Ve stavbě. |
|                             | Evolved Cape | Australské pohraniční síly          |                   |                  |                                                | Objednána. |
|                             | Evolved Cape | Australské pohraniční síly          |                   |                  |                                                | Objednána. |
| Port of Spain (CG41)        | Cape         | Trinidad a Tobago                   | listopad 2020     |                  | 28. listopadu 2021                             | Aktivní. |
| Scarborough (CG42)          | Cape         | Trinidad a Tobago                   |                   |                  | 28. listopadu 2021                             | Aktivní. |

## Konstrukce

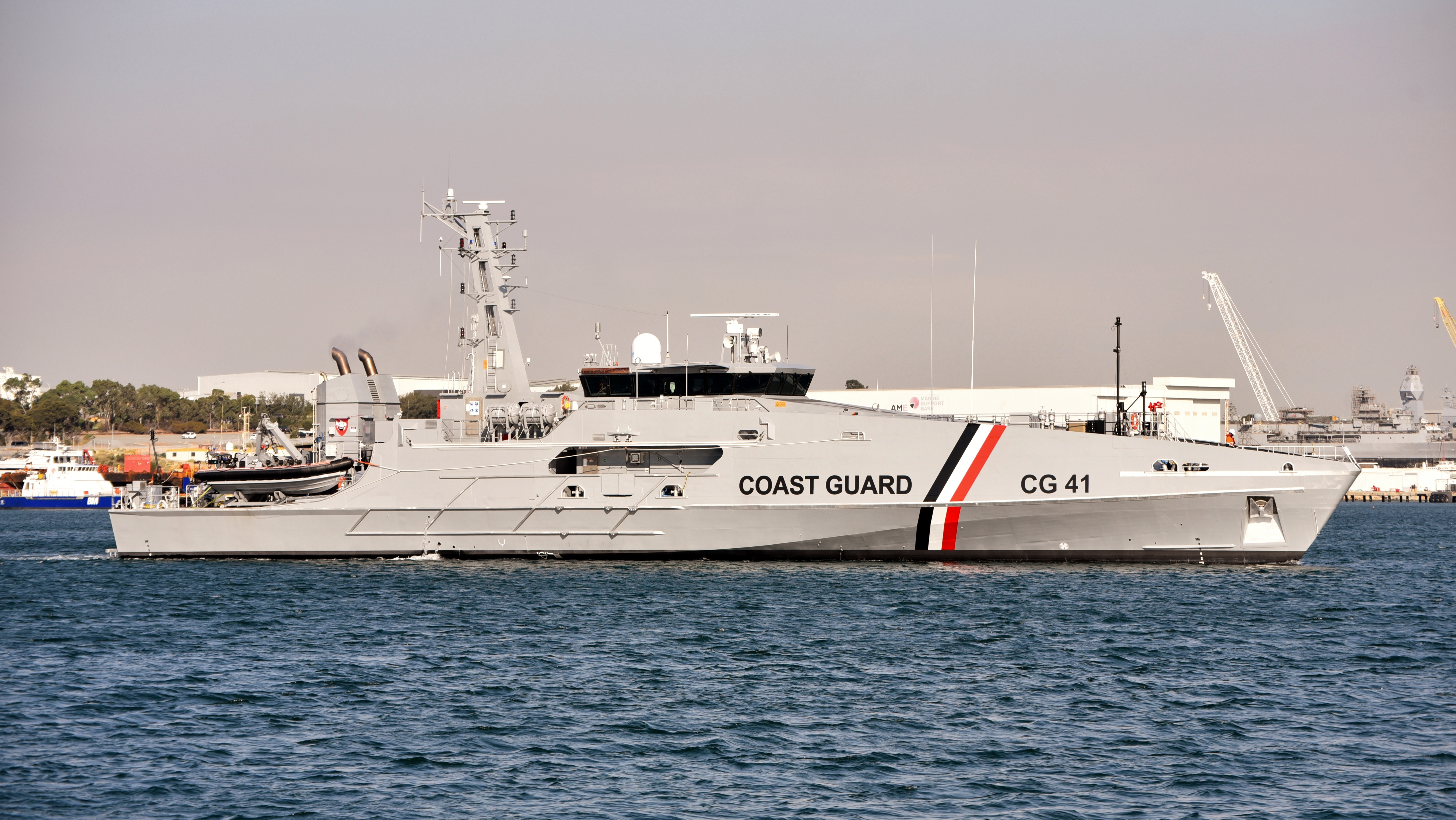
Port of Spain (CG41)

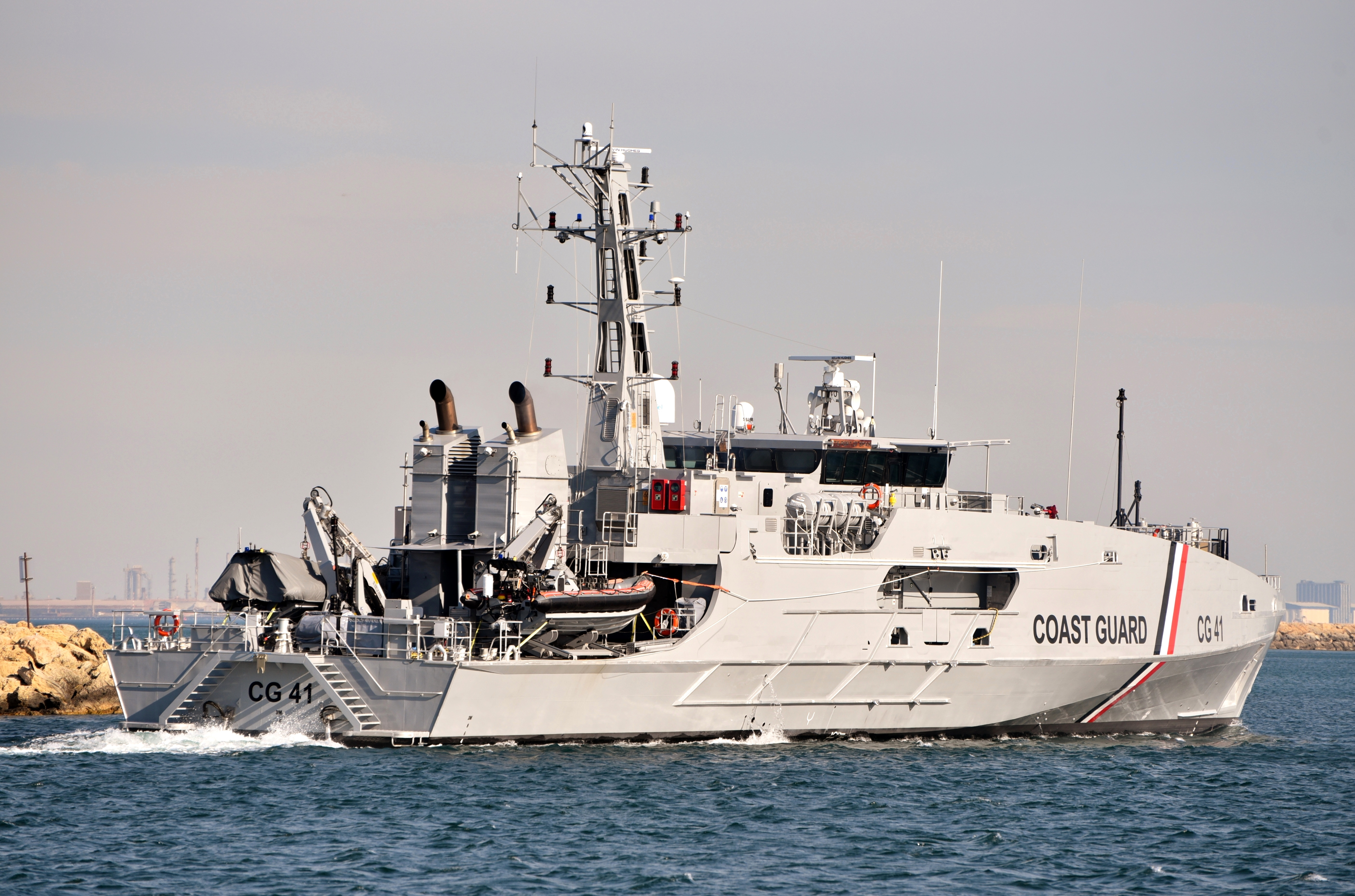
Port of Spain (CG41)

Plavidla jsou postavena ze slitin hliníku. Jsou projektována k provádění patrol v délce až 28 dní. Posádku tvoří 18 osob. Výzbroj tvoří dva 12,7mm kulomety. Na zádi plavidel se nacházejí dva 7,3metrové rychlé inspekční čluny typu Gemini. Pohonný systém tvoří dva diesely Caterpillar 3516C, každý o výkonu 2525 kW při 1800 rpm. Přes dvě převodovky typu ZF 9055A jsou poháněny dva lodní šrouby. Manévrovací schopnosti zlepšuje příďové dokormidlovací zařízení (bow thruster) HRP 2001 TT o výkonu 160 kW. Nejvyšší rychlost dosahuje 26 uzlů. Dosah činí 4000 námořních mil při 12 uzlech.